# SpVgg Erlangen
Die SpVgg 1904 Erlangen e.V. ist ein Sportverein im Osten der mittelfränkischen Universitätsstadt Erlangen mit mehr als 1500 Mitgliedern, die sich auf elf verschiedene Abteilungen aufteilen. Im Erlanger Volksmund nur Spieli genannt, gehört der Verein zu den mitgliederstärksten Sportvereinen Erlangens.

## Geschichte

### Gründung
Die SpVgg Erlangen wurde am 12. Mai 1904 gegründet, damals noch als 1. FC Erlangen; Eintragung im Vereinsregister (VR 180). 1905 wurde der Namen geändert auf SpVgg Erlangen. Damit änderten sich auch die Vereinsfarben auf Schwarz-Rot.
Gründungsmitglieder:
- Leonhard Raab
- Alfred Schulz
- Robert Walcher

### Kurz-Chronik
- 1908: Anschluss an den Deutschen Fußball-Bund
- 1924: Theodor Hesselbach übernimmt die Vorstandschaft und führt den Verein 30 Jahre
- 1955: Aufstieg der Fußballmannschaft in die 1. Amateurliga Nord
- 1967: Einweihung der neuen Tribüne
- 1976: Einweihung der vier Bundeskegelbahnen

## Abteilungen
Die SpVgg Erlangen ist in 11 Abteilungen untergliedert, darunter Gymnastik, Roundnet und Taekwondo.

### Baseball & Softball
Erlangen White Sox
Seit 1994 wird in Erlangen auf dem ehemaligen Army-Gelände Baseball und Softball gespielt. Die Abteilung hat insgesamt fünf Mannschaften im Spielbetrieb, darunter zwei Herrenteams (Bayernliga, Landesklasse), ein Damenteam (Softball-Landesliga), ein Jugendteam (U15, Landesliga) und ein Schülerteam (U12, Landesliga).

### Cheerleading
Erlangen Marines Cheerleader
In der Abteilung Cheerleading trainieren aktuell 3 Teams in allen Altersklassen (ab 4 Jahren). Cheerleading wird hier hauptsächlich als Wettkampfsport betrieben, gelegentlich haben die Erlangen Marines auch Auftritte bei diversen Festlichkeiten oder unterstützen die Sharks bei ihren Heimspieltagen. Seit 2020 sind sie Mitglied im Cheerleading und Cheerperformance Verband Deutschland (CCVD). Das Juniorteam (11–16 Jahre) konnte sich auf der Landesmeisterschaft 2021 erstmals für die Regionalmeisterschaft Süd qualifizieren. Auf offenen Meisterschaften erreichten die Teams mehrfach Podiumsplätze.

### Football
Erlangen Sharks
Die Footballer der Erlangen Sharks sind eine der jüngsten Abteilungen der SpVgg Erlangen und verfügen über eine Herren- und eine Jugendmannschaft (U 19). Im Jugendbereich arbeiten die Sharks mit den Franken Timberwolves aus Fürth zusammen und bilden eine Spielgemeinschaft (Titans). Unterstützt werden sie an Spieltagen von den Erlangen Marines Cheerleadern.
Zeitweise bestand eine erfolgreiche Damenmannschaft (Erlangen Sharks Ladies), die im Januar 2019 nach Streitigkeiten zwischen der Abteilungsleitung und der Trainerin jedoch den Verein fast geschlossen verließ. In der Vorsaison hatte diese in der 2. DBL gespielt und erreichte das Halbfinale der Playoffs. Von den Spielerinnen blieben nur fünf beim Verein.

### Fußball
Diese Abteilung ist die größte Abteilung des Vereins. Jugendmannschaften jeder Altersstufe sowie mehrere Mädchenmannschaften, Frauenmannschaften und Herrenmannschaften nehmen am Spielbetrieb teil. In den Spielzeiten 1915/16, 1921/22 und 1932/33 gehörte die Spielvereinigung sogar der Bezirksliga Bayern an, der damals höchsten Spielklasse im deutschen Fußball. In der Gruppe Nordbayern gehörten unter anderem die SpVgg Fürth und der 1. FC Nürnberg zu den Kontrahenten, mit denen sich die Spieli in Punktspielen zu messen hatte. Die letzte Blütezeit erlebten die Schwarz-Roten zwischen 1955 und 1961, als die Kicker aus dem Waldsportpark in der 1. Amateurliga Bayern-Nord (3. Liga) spielten.
In der Saison 2022/23 wird die 1. Herrenmannschaft in der Kreisliga Erlangen-Höchstadt antreten.

### Kegeln
Sportkegeln wird in der SpVgg Erlangen in zwei Clubs angeboten: SpVgg Erlangen und Blau-Weiß. Zusammen nehmen acht Mannschaften am Spielbetrieb teil. Der Kegelclub SpVgg Erlangen besteht aus drei Herrenmannschaften.

### RC Cars
Die RC-Car-Abteilung wurde im Januar 2003 von 11 Mitgliedern der Spielvereinigung Erlangen gegründet. Jährlich finden mehrere Läufe zur Vereins- und Stadtmeisterschaft statt. Ebenso werden auch Qualifikationsrennen zum Tamiya Euro-Cup und der LRP-HPI-Challenge ausgerichtet.

### Stadtspielmannszug
Der Stadtspielmannszug der SpVgg.04 Erlangen wurde 1960 gegründet und besteht aus großem Blasorchester mit Spielmanns- und Fanfarenbesetzung. Das Repertoire erstreckt sich von traditioneller Fanfaren-, Spielmanns- und Marschmusik über große Medleys und Potpourris bis hin zu modernen Stücken der aktuellen Charts. Neben Auftritten im In- und Ausland (Konzerte, Umzüge, Ständchen, Festlichkeiten aller Art) und musikalischen Weiterbildungen werden zahlreiche weitere Aktivitäten zur Kameradschaftspflege angeboten. Die kompetente Ausbildung erfolgt an nahezu allen Blas- und Schlaginstrumenten.

### Tennis
Damen-, Herren- und Jugendteams sind zum Spielbetrieb gemeldet. Ein Höhepunkt des Tennisjahres der SpVgg Erlangen ist die Vereinsmeisterschaft die einmal pro Jahr in sämtlichen Altersstufen ausgespielt wird.

### Tischtennis
Die Tischtennisabteilung der SpVgg Erlangen wurde 1957 gegründet. Sie ist im Jahr 2019 mit drei Damen-, drei Jugend- und sechs Herrenmannschaften der größte Tischtennisverein der Stadt.

### Volleyball
Seit über 40 Jahren sind Freizeit-Volleyballer bei der Spieli unterwegs und entwickelten sich von einer reinen Herrenmannschaft zu einer Mixed-Mannschaft.
Zu den sportlichen Höhepunkten zählen die Teilnahmen an verschiedenen Freizeitturnieren und seit 1995 auch die Teilnahme an der mittelfränkischen Mixed-Volleyballrunde des BVV. Die Turniermannschaft tritt unter dem Teamnamen schlagdraufundschluss auf.

## Vereinsgelände
Das Vereinsgelände der SpVgg Erlangen liegt am östlichen Stadtrand Erlangens und grenzt an den Sebalder Reichswald. Von den drei Rasenfußballfeldern besitzt einer eine überdachte Holztribüne, die Sitzplätze für ca. 400 Zuschauer bietet.
Sechs Rotgrandtennisplätze sowie eine eigene Tennishalle sind ebenso vorhanden wie eine Miniaturrennstrecke für die RC-Cars. Neben einem Baseballplatz, dem Zuhause der Erlangen White Sox, befinden sich außerdem eine Gymnastikhalle, vier Kegelbahnen, ein Volleyballfeld, ein Kunststoff-Kleinfeld und verschiedene Leichtathletikanlagen auf dem Gelände.

## Berühmte Mitglieder
- Klaus Täuber (1958–2023), spielte nachfolgend für den 1. FC Nürnberg, Stuttgarter Kickers, Schalke 04 und Bayer Leverkusen
- Jürgen Täuber (* 1955), spielte nachfolgend für den 1. FC Nürnberg und Schalke 04